# Rat Race (EP Enter Shikari)
Rat Race è un EP del gruppo musicale britannico Enter Shikari, pubblicato il 4 novembre 2013 dalla Ambush Reality e dalla Hopeless Records.

## Descrizione
Contiene i singoli The Paddington Frisk, Rat Race e Radiate, e un remix di quest'ultimo. Oltre che in formato digitale, è stato pubblicato anche in una tiratura limitata di 1.000 dischi in vinile da 7" (500 rossi e 500 rossi e neri).
I tre singoli presenti nell'EP sono stati successivamente inseriti come tracce bonus nella versione giapponese del quarto album in studio del gruppo, The Mindsweep.

## Tracce
Testi di Rou Reynolds, musiche degli Enter Shikari.
1. The Paddington Frisk – 1:16
2. Radiate – 4:32
3. Rat Race – 3:17
4. Radiate (Shikari Sound System Remix) – 3:49

## Formazione
Enter Shikari
- Rou Reynolds – voce, tastiera, sintetizzatore, programmazione
- Rory Clewlow – chitarra, voce secondaria
- Chris Batten – basso, voce secondaria
- Rob Rolfe – batteria, percussioni, cori

Produzione
- Enter Shikari – produzione
- Dan Weller – produzione, missaggio (traccia 3)
- Tim Morris – ingegneria del suono
- Forrester Lavell – missaggio (tracce 1 e 2)

## Classifiche
| Classifica (2013)      | Posizione massima |
| ---------------------- | ----------------- |
| Regno Unito (physical) | 5                 |